# Empar Moliner
Empar Moliner Ballesteros (Santa Eulalia de Ronsana, Barcelona, 16 de diciembre de 1966) es una  escritora y periodista española en lengua catalana. Sus obras han sido traducidas al castellano, alemán, inglés y polaco.
En 2015 ganó el Premio Mercè Rodoreda por Tot això ho faig perquè tinc molta por Ganó el Premio Ramon Llull en 2022 con la novela Benvolguda. Moliner ha colaborado en El País,  y en programas de radio como El matí de Catalunya Ràdio o Minoria absoluta, además de colaborar en Els matins (TV3). El verano de 1998 presentó el programa Els migdies en la emisora catalana COM Ràdio. El siguiente verano dirigió y presentó, en la misma cadena, el espacio Els llibres dels altres. En el 11 de abril de 2016 quemó una Constitución española en directo en la TV3. TV3 pidió disculpas por ello.
También ha colaborado con el diario Ara.

## Narrativa
- L'Ensenyador de pisos que odiava els mims. ISBN 84-233-3114-8
- Feli, esthéticienne. (Premio Josep Pla 2000) ISBN 84-233-3202-0
- T'estimo si he begut. (Premio Lletra d'Or 2005) ISBN 84-7727-410-X
- Busco senyor per amistat i el que sorgeixi
- Desitja guardar els canvis?
- No hi ha terceres persones
- La col·laboradora, Editorial Columna

## Artículos
- Busco senyor per amistat i el que sorgeixi. ISBN 84-7727-428-2
- Desitja guardar els canvis? ISBN 84-7727-444-4